# Виголо-Ваттаро
Виголо-Ваттаро (итал. Vigolo Vattaro) — упразднённая коммуна в Италии, расположена в автономной области Трентино-Альто-Адидже, подчиняется административному центру Тренто.  Ныне является фракцией коммуны Альтопьяно-делла-Виголана.
Население коммуны, на 31.12.2015 года, составляло 2289 человек, плотность населения — 109,95 чел./км². Коммуна занимала площадь 20,82 км². 
Почтовый индекс — 38049. Телефонный код — 0461.
Покровителем коммуны почитается святой святой Георгий, день его памяти ежегодно отмечается 23 апреля.

## История
Муниципалитет Виголо-Ваттаро был упразднён 1 января 2016 года, с целью создания новой коммуны Альтопьяно-делла-Виголана. Она была создана путём объединения соседних муниципалитетов Виголо-Ваттаро, Бозентино, Чента-Сан-Николо и Ваттаро.

## Известные уроженцы
- Люция Амабиле (1865—1942) — католическая святая[2].